# 春香とやよいの弥生式らじお
『春香とやよいの弥生式らじお』は、テレビアニメ『アイドルマスター XENOGLOSSIA』に関連したインターネットラジオ番組。正式タイトルはアイドルマスター XENOGLOSSIA 春香とやよいの弥生式らじお。

## パーソナリティ
- 井口裕香（天海春香 役）
- 小清水亜美（高槻やよい役 ）

## スタッフ
- ディレクター：立石恭子
- 構成作家：川添法臣
- 制作：バンダイビジュアル・ランティス・サンライズ

## 配信日など
- 配信期間：2007年3月9日から2008年2月22日
- 配信サイト：ランティスウェブラジオ、BEAT☆Net Radio!、nifty
- 配信日：毎週金曜日

## コーナー
嗚呼、かんつがい
リスナーや井口・小清水のやらかした勘違いを全力で賞賛する。
「かんつがい!」（大きな勘違い）、「軽くイタい」（中程度の勘違い）、「ま、いっか」（大したことのない勘違い、もしくは勘違いではない）の3つで判定される。
高槻やよいの「弥生式ラジオ」
やよい宛てのお便りを紹介する（春香が「弥生式ラジオ」を聞いているというシチュエーションになっていて、時々やよいのトークに対して突っ込みを入れている）。
ペンギンのひとりごと
劇中でやよいが着るペンギンの着ぐるみをもじって、ペンギンが独り言を話す。「ニワトリのひとりごと」「インベルのひとりごと」なども。
弥生式ライブシュート
リスナーから壊したくても壊せない（物体がないもの）ものを募集し井口裕香が代わりに破壊する。
判定は小清水が行い、成功、失敗、軌道修正（やり直し）の3つで判定する。たまに小清水やゲストが井口の代わりに破壊する時もある。

## 終了したコーナー
アイドルをさがせ!!（第1回 - 第14回）
リスナーの身近にいる「アイドル」をレポートする。人、物など自薦他薦を問わない。

## ゲスト
- 第08回、第09回、第25回、特別編：喜多村英梨（菊地真 役）
- 第12回、第13回：橋本みゆき（歌手）
- 第18回、第19回：渡辺明乃（はこべ 役）
- 第22回（公開録音）：中原麻衣（秋月律子 役）、名塚佳織（双海亜美 役）、斎藤桃子（双海真美 役）
- 第23回（公開録音）：堀江由衣（萩原雪歩 役）、喜多村英梨（菊地真 役）、清水香里（如月千早 役）
- 第28回：平山理志（サンライズ第8スタジオ制作デスク）
- 第29回：柴宏和（サンライズ第8スタジオ設定制作）
- 第31回：長井龍雪（監督）
- 第36回、第37回：斎藤桃子（双海真美 役）
- 第38回、第39回：中原麻衣（秋月律子 役）
- 第40回、第41回：高橋美佳子（鈴木空羽 役）
- 第44回、第45回：名塚佳織（双海亜美 役）
- 第50回：古里尚丈（プロデューサー）

## 主題歌
- オープニングテーマ

1. 「恋だもん〜初級編〜」（第1回 - 第51回）
作詞：畑亜貴、作曲：田代智一、編曲：菊谷知樹、歌：天海春香（井口裕香）、高槻やよい（小清水亜美）

- エンディングテーマ

1. 「LIVE for LOVE!」（第1回 - 第4回、第18回 - 第21回）
作詞：畑亜貴、作曲・編曲：黒須克彦、歌：天海春香（井口裕香）
2. 「悠久の旅人 〜Dear boy」（第5回、第28回、第30回、第49回、第51回）
作詞：こだまさおり、作曲・編曲：前澤寛之、歌：Snow*、第49回は、天海春香（井口裕香）
3. 「微熱S.O.S!!」（第6回 - 第9回、第40回、第48回、第50回）
作詞：畑亜貴、作曲：黒須克彦、編曲：大久保薫、歌：橋本みゆき、第48回は、天海春香（井口裕香）
4. 「ムーンライト・ラビリンス」（第10回 - 第12回）
作詞：畑亜貴、作曲：黒須克彦、編曲：虹音、歌：橋本みゆき
5. 「Searching」（第13回 - 第17回）
作詞：大竹佑季、作曲：村山☆潤、編曲：Snow*、歌：Snow*
6. 「残酷よ希望となれ」（第22回 - 第27回、第29回、第31回、第41回） 
作詞：畑亜貴、作曲・編曲：虹音、歌：結城アイラ
7. 「Dream☆Wing」（第32回）
作詞・作曲：栗林みな実、編曲：飯塚昌明、歌：高槻やよい（小清水亜美）
8. 「疾風ザブングル」（第33回、第36回 - 第37回）
作詞：井荻麟、作曲：馬飼野康二、編曲：上野義雄、歌：双海真美（斎藤桃子）
9. 「アイアンリーガー〜限りなき使命〜」（第34回）
作詞：白井覚、作曲：由比正雪、編曲：前澤寛之、歌：水瀬伊織（田村ゆかり）
10. 「ドリーム・シフト」（第35回）
作詞：篠原仁志、作曲：和泉一弥、編曲：山口俊樹、歌：天海春香（井口裕香）
11. 「Shining☆Days」（第38回 - 第39回）
作詞・作曲：栗林みな実、編曲：飯塚昌明、歌：秋月律子（中原麻衣）
12. 「エルガイム-Time for L.GAIM-」（第42回）
作詞：売野雅勇、作曲：筒美京平、編曲：上野義雄、歌：三浦あずさ（櫻井智）
13. 「ダンバインとぶ」（第43回）
作詞：井萩麒、作曲：網倉一也、編曲：岡ナオキ、歌：如月千早（清水香里）
14. 「風の未来へ」（第44回 - 第45回）
作詞：山田ひろし、作曲：井上徳雄、編曲：岡ナオキ、歌：双海亜美（名塚佳織）
15. 「炎のさだめ」（第46回）
作詞：高橋良輔、作曲：乾裕樹、編曲：前澤寛之、歌：菊地真（喜多村英梨）
16. 「メロスのように-LONELY WAY-」（第47回）
作詞：秋元康、作曲：中崎英也、編曲：上野義雄、歌：萩原雪歩（堀江由衣）

## ラジオCD
- “春香とやよいの弥生式らじお”恋だもん〜初級編〜（2007年03月21日）
  - ラジオのテーマソングであり、井口裕香と小清水亜美の歌う「恋だもん〜初級編〜」などが収録されている。
- “春香とやよいの弥生式らじお”特別編〜友情だもん〜（2007年7月11日発売）